# Baldwin (Apfel)

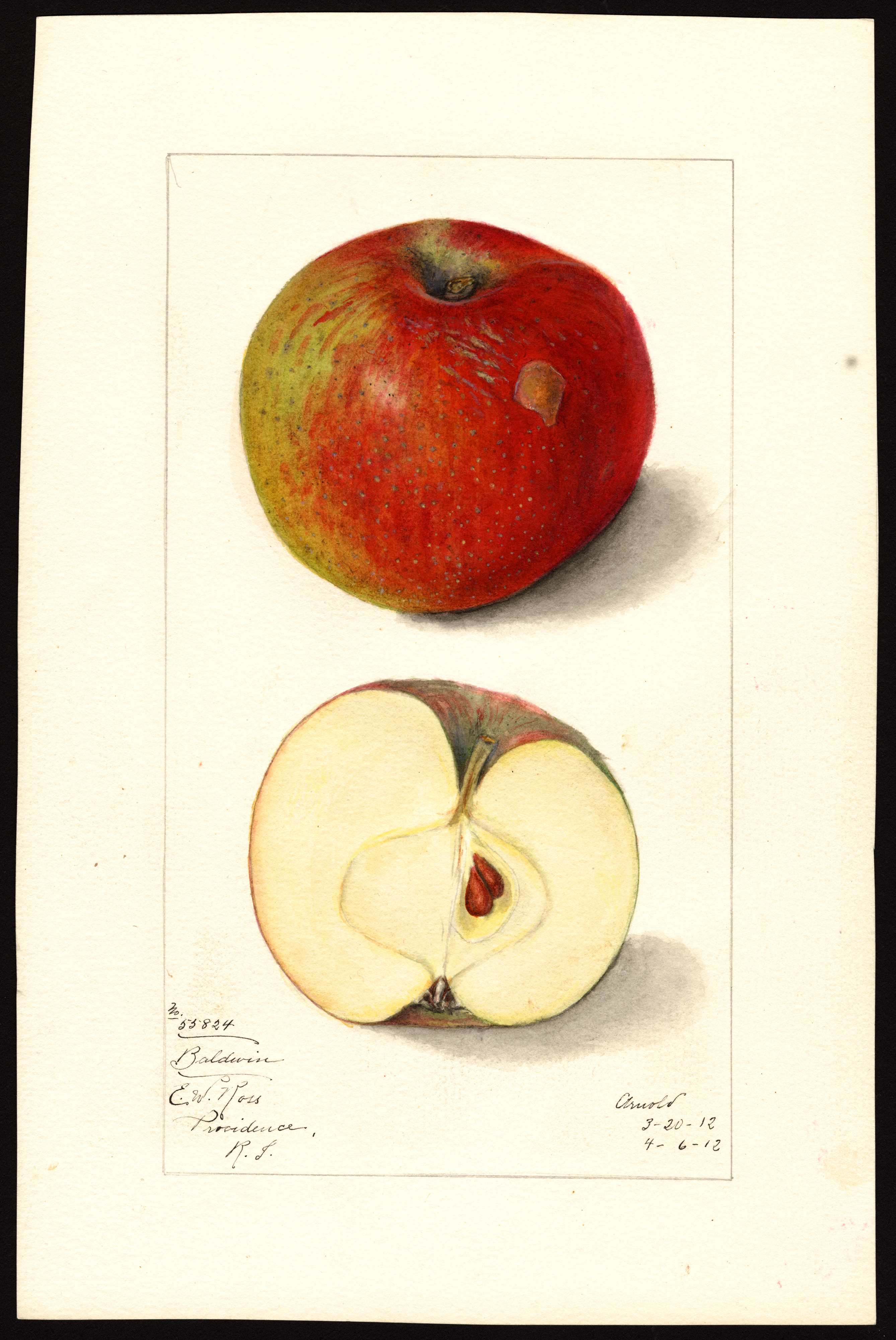
Apfel der Sorte Baldwin, U.S. Department of Agriculture Pomological Watercolor Collection

Der Baldwin, auch Baldwins roter Pepping oder Roter Baldwin, ist eine alte Apfelsorte, die leuchtend rote, spät reifende Äpfel trägt. Die Apfelsorte stammt ursprünglich aus den Vereinigten Staaten und zählte als guter Tafel- und Wirtschaftsapfel, der wenig anfällig gegenüber Transportschäden ist, über Jahre zu den am häufigsten angebauten Apfelsorten in den Bundesstaaten Neu Englands und New York.

## Fruchtbeschreibung
Die Äpfel dieser Sorte sind mit einem Durchmesser von 6 bis 7,5 Zentimeter von einer mittleren Größe. Die Form ist rund bis plattrund. Sie reifen im November heran und haben eine gute Lagerfähigkeit, so dass sie noch bis März gegessen oder verarbeitet werden können. Das grün-weißliche, feste und saftige Fruchtfleisch hat einen süßweinigen Geschmack. Die Schale ist zunächst blassgelb und wird bei Reife entweder sonnenseitig rot oder gänzlich rot mit einer deutlichen weißgelben Punktierung. Der Kelch ist klein, geschlossen und grauwollig. Der Stiel ist mittellang. Die Äpfel gelten als schorfanfällig.

## Geschichte

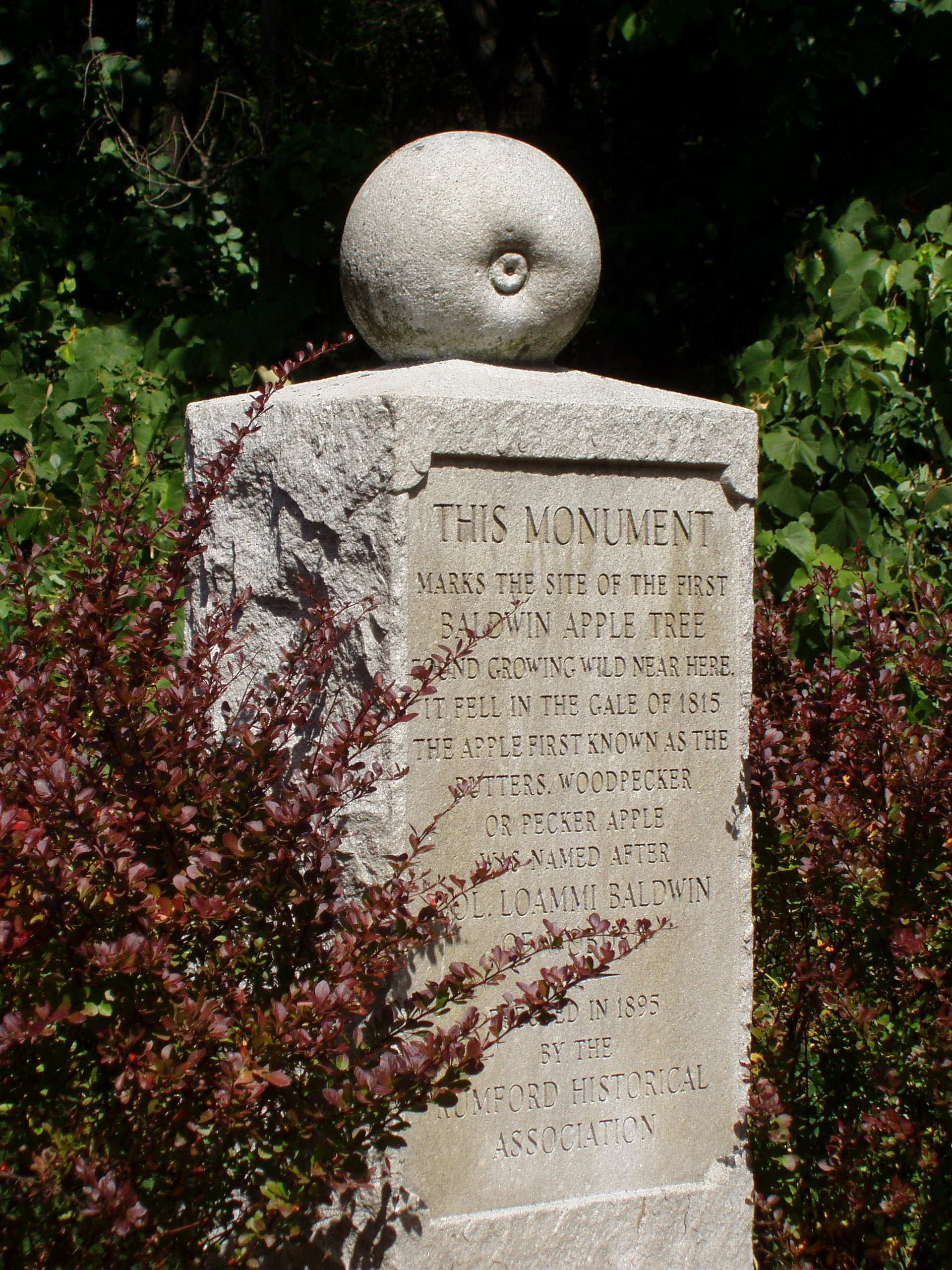
Das „Baldwin Apple Monument“ in Wilmington, Massachusetts erinnert an die Stelle, wo Butters angeblich den Zufallssämling fand

Nach lokaler Überlieferung entdeckte William Butters (1711–1784), Enkel von Will Butters, dem ersten weißen Siedler im Gebiet des heutigen Wilmington, Massachusetts, die Apfelsorte als Zufallssämling. William Butters vermehrte diese Sorte dann auf seinem Grundstück weiter.
Nach einer anderen Quelle aus dem Beginn des 20. Jahrhunderts wurde der Zufallssämling dagegen 1740 auf der Farm des Wilmingtoner Bürgers John Ball gefunden. Während der nächsten 40 Jahre beschränkte sich der Anbau dieser Apfelsorte auf die Region um Wilmington. Diese Farm wurde später von einem Mr. Butters erworben, der den Apfel „Woodpecker“ (Specht) nannte, weil häufig Spechte in den Bäumen zu beobachten waren. Deacon Samuel Thompson, Landvermesser in Woburn, Massachusetts machte Loammi Baldwin, der als Vater des US-amerikanischen Bauingenieurwesens gilt, auf diesen Apfel aufmerksam. Baldwin ist es zu verdanken, dass die Sorte im Osten Massachusetts’ dann weiter Verbreitung fand.
Das „Baldwin Apple Monument“ in Wilmington, das in der Nähe des Fundortes des ursprünglichen Zufallssämlings stand, hält fest: Dieses Denkmal markiert die Stelle, an der der erste Baldwin-Apfelbaum wildwachsend gefunden wurde. Er fiel im Sturm von 1815. Der Apfel, der zunächst als Butters, Woodpecker oder Pecker-Apfel bekannt wurde, erhielt seinen Namen nach Col. Loammi Baldwin von Woburn. Errichtet 1895 durch die Rumford Historical Association.
Der strenge Winter des Jahres 1934 in Neuengland vernichtete zahlreiche Bäume dieser Apfelsorte. Gleichzeitig ließ die Popularität des Baldwin-Apfels als Tafelapfel nach. Er wurde zunehmend nur noch als Apfel für die Herstellung von Cider verwendet, wofür er sich besonders eignet. Zu Nachpflanzungen kam es kaum noch.

## Trivia
2013 gab der US-amerikanische United States Postal Service vier Briefmarken im Wert von 33 Cent mit Abbildungen von Äpfeln heraus. Abgebildet wurden neben dem Northern Spy, dem Golden Delicious und dem Granny Smith auch der Baldwin-Apfel.

## Einzelbelege
1. 1 2  S. A. Beach, N. O. Booth, O. M. Taylor: The apples of New York. Albany, 1905, S. 60–65
2. ↑  Obstsorten-Net, aufgerufen am 11. Oktober 2016
3. ↑  Obstsortendatenbank des BUND, aufgerufen am 11. Oktober 2016
4. ↑  Joan Morgan, Allison Richards: The New Book Of Apples: The Definitive Guide to Apples, Including Over 2000 Varieties. Rev. Ed., Ebury Press, London 2002, ISBN 978-0-09-188398-0, S. 187.
5. ↑  Baldwin. In: Britische Obstsorten-Datenbank. Auf NationalFruitCollection.org.uk (englisch), abgerufen am 22. September 2019.
6. ↑  Originaltext des Denkmals: This monument marks the site of the first Baldwin Apple Tree found growing wild near here. It fell in the gale of 1815. The apple first known as the Butters, Woodpecker or Pecker apple was named after Col. Loammi Baldwin of Woburn. Erected in 1895 by the Rumford Historical Association.
7. ↑  Informationsseite des USPS, aufgerufen am 11. Oktober 2016